# Ritorno di Giuditta a Betulia
Il Ritorno di Giuditta a Betulia è un dipinto a tempera su tavola (31x25 cm) di Sandro Botticelli, databile al 1472 e conservato nella Galleria degli Uffizi a Firenze. È lo scomparto destro di un dittico con la Scoperta del cadavere di Oloferne.

## Storia
Il dittico, datato in genere al 1472, è ricordato da Raffaello Borghini nel "Riposo" del  1584 come donato da Rodolfo Sirigatti a Bianca Cappello, che lo teneva nel suo "scrittoio" entro una cornice dorata e intagliata, poi perduta. Con la morte di quest'ultima passò nelle collezioni del figlio don Antonio de' Medici, che lo conservava nel suo Casino di San Marco in via Larga. Nel 1633 finì nelle collezioni granducali dei futuri Uffizi.
Le consonanze con le opere di Antonio del Pollaiolo fanno in genere optare gli studiosi per una datazione verso il 1470 e solo Bettini ne anticipa la realizzazione al 1467-1468, cogliendovi un'influenza di Mantegna che negli anni immediatamente precedenti fu a Firenze.
Della Giuditta si conosce una replica su ovale venduta da Stefano Bardini alla New Gallery di New York.

## Descrizione e stile

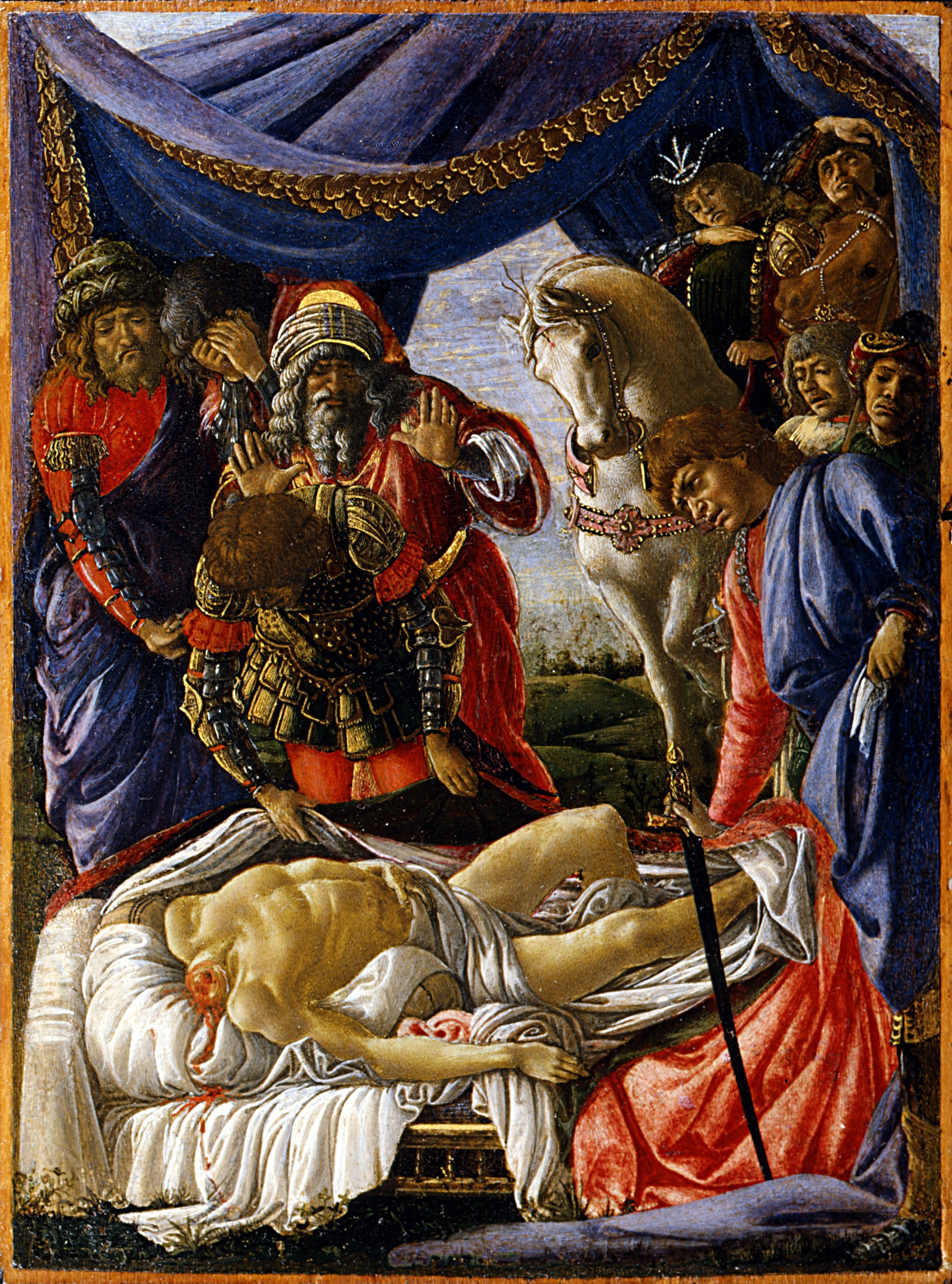
Scoperta del cadavere di Oloferne

Le due opere sono tra le prime scene narrative più  conosciute di Botticelli al mondo e mostrano una notevole abilità nel descrivere gli avvenimenti con il ricorso sicuro ad elementi essenziali. Giuditta, eroina biblica, per proteggere la propria città di Betulia minacciata dal generale assiro Oloferne, finse di voler collaborare con il nemico riuscendo a parlare al comandante, che si innamorò di lei. La sera lo fece ubriacare e giunta nella sua tenda lo decapitò mentre dormiva intorpidito dall'alcol. La prima scena è ambientata nella tenda di Oloferne e mostra i suoi dignitari che scoprono con orrore il cadavere decapitato nel suo letto; la seconda mostra Giuditta che incede con passo sicuro verso la sua città, seguita dall'ancella che tiene in un cesto coperto da un lenzuolo la testa recisa del generale.
Pur nelle piccole dimensioni le Storie di Giuditta sono un vero capolavoro per la complessità della composizione, l'attenzione alla resa dei dettagli minuti e l'azzeccata scelta della diversa ambientazione per ciascuna scena.
Nel Ritorno di Giuditta a Betulia la tragicità e la violenza che caratterizzano il primo episodio scompaiono totalmente e al posto dell'opprimente tenda ci si ritrova in un liberatorio spazio aperto. Ciò è sottolineato dai colori più chiari e dalla composizione più sgombra, con panneggi che si fanno leggerissimi e si intridono di luce. Le due donne incedono su un poggiolo, voltandosi come per assicurarsi di non essere inseguite dal nemico, e accelerando il passo come se fossero senza peso. Giuditta tiene in mano la sciabola con cui ha decapitato il nemico e nella mano destra un rametto d'ulivo, simbolo della pacificazione guadagnata. In lontananza viene descritta la campagna piena di armenti.
L'atmosfera quasi idilliaca deriva dal linguaggio di Filippo Lippi, primo maestro di Sandro, anche se il vibrante panneggio delle vesti suggerisce un senso di irrequietezza estraneo a Filippo, così come la malinconica espressione sul volto di Giuditta. Le vesti setose che si increspano col movimento divennero uno dei temi più cari all'arte fiorentina, le cui origini si possono rintracciare nel San Giorgio e la principessa (1416-1417) di Donatello e, in pittura, nel Tondo Bartolini (1465-1470) di Filippo Lippi.